# ウィリアム・ウェルド
ウィリアム・フロイド・ウェルド（英語: William Floyd Weld、1945年7月31日 - ）は、アメリカ合衆国の政治家、法律家。所属政党は共和党だが、2016年から2019年まではリバタリアン党に所属していた。マサチューセッツ州担当連邦検事、連邦司法次官補、第68代マサチューセッツ州知事などを歴任した。

## 経歴

### 生い立ち
1945年7月31日にニューヨーク州スミスタウンにて、証券取引業者の父のデヴィッドと母のメアリーの子として誕生する。母のメアリーはアメリカ独立宣言署名者ウィリアム・フロイドの子孫である。マサチューセッツ州のミドルセックス・スクールからハーバード・カレッジに進学し、1966年に同校を卒業するとハーバード・ロースクールで法務学士の学位を取得した。

### 連邦検事
連邦下院司法委員会におけるウォーターゲート事件の調査団員として法曹のキャリアを開始する。調査団の同僚にはヒラリー・ロダム（後のヒラリー・クリントン）がいた。1981年から1986年までマサチューセッツ州担当のアメリカ合衆国連邦検事を務めた後、共和党ロナルド・レーガン政権で1988年まで連邦司法次官補を務めた。

### マサチューセッツ州知事

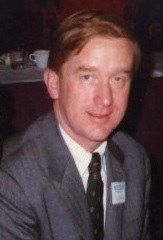
ウィリアム・ウェルド（1990年代）

1990年、次期マサチューセッツ州知事選挙に共和党から出馬し、民主党の現職マイケル・デュカキスの後任に挑むことを宣言する。党指名争いを勝ち抜けた後、本選挙では民主党候補のボストン大学学長ジョン・シルバーを破って第68代マサチューセッツ州知事に選出された。1994年の選挙では71パーセントの得票率で州知事に再選された。この得票率はマサチューセッツ州知事選挙史上最も高い得票率である。

### 知事退任後
知事退任後の1996年に共和党候補としてマサチューセッツ州から連邦上院議員選挙に出馬し、民主党の現職ジョン・ケリーに挑戦するも、52.2パーセント対44.7パーセントの得票率で敗北する。1997年には民主党のビル・クリントン政権から駐メキシコアメリカ合衆国大使に指名されるも、連邦上院外交委員会によって人事案を否決され、任命には至らなかった。
その後はマサチューセッツ州の法律事務所に勤務し、2004年アメリカ合衆国大統領選挙では共和党の現職ジョージ・W・ブッシュの選挙活動を手伝う。2008年アメリカ合衆国大統領選挙の共和党指名争いではミット・ロムニーを支持したが、2012年アメリカ合衆国大統領選挙では共和党指名候補のロムニーではなく民主党の現職バラク・オバマを支持した。2013年には同性結婚の法制化を支持することも表明している。
2016年に共和党を離れてリバタリアン党へ鞍替えし、同年5月29日、2016年アメリカ合衆国大統領選挙におけるリバタリアン党副大統領候補に指名された。2019年4月には2020年アメリカ合衆国大統領選挙へ共和党より立候補する意向を表明。ドナルド・トランプ大統領と共和党の候補者指名争いを行ったが支持は広がらず、2020年3月18日に撤退表明を行った。

## 脚註
1. ↑  米リバタリアン党、元共和党知事を大統領候補にウォールストリートジャーナル 2016年5月30日
2. ↑  “米大統領選、トランプ氏に共和党内から対抗馬　元州知事が出馬表明”. ロイター. (2019年4月16日) 2019年4月17日閲覧。
3. ↑  “共和党唯一の対抗馬、ウェルド氏が撤退を表明”.   CNN (2020年3月19日). 2020年3月23日閲覧。